# Cox Point
Cox Point är en udde i Antarktis. Den ligger i Västantarktis. Inget land gör anspråk på området.
Terrängen inåt land är kuperad österut, men västerut är den platt. Trakten är glest befolkad. Närmaste befolkade plats är forskningsstationen Russkaja, 19,0 kilometer norr om Cox Point.